# Ivanjica
Ivanjica (serbocroata cirílico: Ивањица) es un municipio y villa de Serbia perteneciente al distrito de Moravica.
En 2011 su población era de 31 963 habitantes, de los cuales 11 715 vivían en la villa y el resto en las 48 pedanías del municipio. La gran mayoría de los habitantes del municipio son étnicamente serbios (31 507 habitantes).

## Historia
Después de la Revolución serbia que tuvo lugar a principios del siglo XIX y la liberación serbia del Imperio otomano, Ivanjica ganó el estatus de aldea en 1833, después de que el Príncipe de Serbia, Miloš Obrenović, tomara el área. En 1836, se construyó la iglesia ortodoxa en el centro de la ciudad. Ivanjica obtuvo el estatus de ciudad el 16 de junio de 1866 a través del decreto del Príncipe Miguel III de Obrenović, convirtiéndose así en una de las primeras ciudades de la región.
Con el reconocimiento del Tratado de Berlín de 1878 de la independencia del Principado de Serbia, el rey Milán I fundó el Reino de Serbia. En 1918, se formó el Reino de Yugoslavia, después de la Primera Guerra Mundial. Desde 1929 hasta el comienzo de la Segunda Guerra Mundial, Ivanjica fue parte de Banovina del Drina. En agosto y octubre de 1941 fue brevemente capturado y retenido por las fuerzas de Pećanac Chetniks al mando de Božidar Ćosović.
Con el final de la Segunda Guerra Mundial, Ivanjica fue parte de Užice Oblast. En ese momento, Ivanjica era el centro administrativo del llamado condado de Moravica (cirílico serbio: Моравички срез). Eso cambió en 1963 tras la aprobación de la Constitución yugoslava de 1963, cuando los condados fueron reemplazados por regiones y municipios, creando así el municipio de Ivanjica, como parte del distrito de Užice. Desde la fundación, la población de Ivanjica vivía principalmente en las áreas rurales, con solo 1.532 (4.04%) viviendo en la ciudad, a partir de 1948. Eso comenzó a cambiar con el período de industrialización que afectó a Ivanjica durante la década de 1960. Eso provocó que la población rural se trasladara a las zonas urbanas del municipio. Hasta la década de 1990, la población urbana constituía el 31% de la población total del municipio.
Tras la promulgación del Gobierno de Serbia el 29 de enero de 1992, Ivanjica pasó a formar parte del distrito de Moravica, con el centro administrativo en Čačak, con lo que se conectó más con la región. En 2003, se colocó en el centro de la ciudad un monumento de Draža Mihajlović, exlíder chetniks que nació en Ivanjica, en su 110 aniversario de nacimiento.
Hoy, Ivanjica es una pequeña ciudad moderna y un municipio con alrededor de 32.000 habitantes. Es el centro económico, cultural, administrativo y sanitario del municipio. Su economía y desarrollo se basan en la agricultura, la industria maderera y el turismo.

## Geografía
Ivanjica se ubica unos 30 km al sur de la capital distrital Čačak.

### Clima
| Parámetros climáticos promedio de Ivanjica | Parámetros climáticos promedio de Ivanjica | Parámetros climáticos promedio de Ivanjica | Parámetros climáticos promedio de Ivanjica | Parámetros climáticos promedio de Ivanjica | Parámetros climáticos promedio de Ivanjica | Parámetros climáticos promedio de Ivanjica | Parámetros climáticos promedio de Ivanjica | Parámetros climáticos promedio de Ivanjica | Parámetros climáticos promedio de Ivanjica | Parámetros climáticos promedio de Ivanjica | Parámetros climáticos promedio de Ivanjica | Parámetros climáticos promedio de Ivanjica | Parámetros climáticos promedio de Ivanjica |
| Mes                                        | Ene.                                       | Feb.                                       | Mar.                                       | Abr.                                       | May.                                       | Jun.                                       | Jul.                                       | Ago.                                       | Sep.                                       | Oct.                                       | Nov.                                       | Dic.                                       | Anual                                      |
| ------------------------------------------ | ------------------------------------------ | ------------------------------------------ | ------------------------------------------ | ------------------------------------------ | ------------------------------------------ | ------------------------------------------ | ------------------------------------------ | ------------------------------------------ | ------------------------------------------ | ------------------------------------------ | ------------------------------------------ | ------------------------------------------ | ------------------------------------------ |
| Temp. máx. media (°C)                      | 2.7                                        | 5.6                                        | 10.9                                       | 15.1                                       | 19.7                                       | 23.3                                       | 25.5                                       | 25.8                                       | 22.2                                       | 16.6                                       | 9.0                                        | 4.4                                        | 15.1                                       |
| Temp. media (°C)                           | -0.8                                       | 1.5                                        | 6.0                                        | 9.8                                        | 14.3                                       | 17.8                                       | 19.6                                       | 19.6                                       | 16.2                                       | 11.4                                       | 5.3                                        | 1.2                                        | 10.2                                       |
| Temp. mín. media (°C)                      | -4.3                                       | -2.5                                       | 1.1                                        | 4.6                                        | 9.0                                        | 12.3                                       | 13.8                                       | 13.5                                       | 10.3                                       | 6.3                                        | 1.6                                        | -1.9                                       | 5.3                                        |
| Precipitación total (mm)                   | 66                                         | 59                                         | 62                                         | 72                                         | 95                                         | 88                                         | 78                                         | 67                                         | 69                                         | 75                                         | 85                                         | 77                                         | 893                                        |
| Fuente: Climate-Data.org                   |                                            |                                            |                                            |                                            |                                            |                                            |                                            |                                            |                                            |                                            |                                            |                                            |                                            |

### Pedanías
- Bedina Varoš
- Bratljevo
- Brezova
- Brusnik
- Budoželja
- Bukovica
- Vasiljevići
- Vionica
- Vrmbaje
- Vučak
- Gleđica
- Gradac
- Dajići
- Deretin
- Dobri Do
- Dubrava
- Erčege
- Javorska Ravna Gora
- Katići
- Klekova
- Kovilje
- Komadine
- Koritnik
- Kosovica
- Kumanica
- Kušići
- Lisa
- Luke
- Mana
- Maskova
- Medovine
- Međurečje
- Močioci
- Opaljenik
- Osonica
- Preseka
- Prilike
- Ravna Gora
- Radaljevo
- Rovine
- Rokci
- Sveštica
- Sivčina
- Smiljevac
- Čečina
- Šarenik
- Šume

## Deportes
- FK Javor Ivanjica